# Misbach Yusa Biran
Misbach Yusa Biran (ur. 11 września 1933 w Rangkasbitung, zm. 11 kwietnia 2012) – indonezyjski reżyser filmowy, scenarzysta i pisarz; założyciel archiwów filmowych w Indonezji.

## Filmografia
Jako reżyser
- Pesta Musik La Bana (1960)
- Holiday in Bali (1962)
- Bintang Ketjil (1963)
- Panggilan Nabi Ibrahim (1964)
- Apa Jang Kautangisi (1965)
- Dibalik Tjahaja Gemerlapan (1966)
- Menjusuri Djedjak Berdarah (1967)
- Operasi X (1968)
- Honey Money and Djakarta Fair (1970)

Jako scenarzysta
- Menyusuri Jejak Berdarah (1967)
- Ayahku (1987)